# Saint-Élix-Séglan
Saint-Élix-Séglan település Franciaországban, Haute-Garonne megyében. Lakosainak száma 47 fő (2022. január 1.). Saint-Élix-Séglan Aulon, Aurignac, Cazeneuve-Montaut és Peyrouzet községekkel határos.

## Népesség
A település népessége az elmúlt években az alábbi módon változott:
| Lakosok száma | 91   | 68   | 59   | 43   | 45   | 43   | 42   | 42   | 43   | 47   |
|               | 1968 | 1982 | 1990 | 2006 | 2013 | 2015 | 2017 | 2019 | 2020 | 2022 |